# Ardahan (pokrajina)
Pokrajina Ardahan (turski: Ardahan ili) je jedna od 81 turskih pokrajina koja se nalazi na sjeveroistoku Turske. U pokrajini, po podacima iz 2010., živi 105 454 stanovnika.
Pokrajina nosi ime po glavnom gradu pokrajine - Ardahan.

## Geografske karakteristike
Ardahan leži u planinskoj unutrašnjosti Anadolije, na površini od 5.661 km², na krajnjem sjeveroistoku zemlje, pored granice s Gruzijom.

## Administrativna podjela
Pokrajina Ardahan administrativno je podjeljena na 6 okruga (ilçeler);
| - Ardahan - Çıldır - Damal | - Göle - Hanak - Posof |

## Vanjske poveznice
- Službene stranice provincije (tur.)